# Ruth Lyttle Satter
Ruth Lyttle Satter (8 tháng 3 năm 1923 – 3 tháng 8 năm 1989) là một nhà thực vật học người Mỹ nổi tiếng với công trình nghiên cứu về chuyển động sinh học hàng ngày của lá.

## Cuộc đời
Bà sinh ngày 8 tháng 3 năm 1923 tại Thành phố New York với tên Ruth Lyttle.
Satter nhận bằng B.A. ngành toán học và vật lý tại Trường đại học Barnard vào năm 1944. Sau khi tốt nghiệp, bà làm việc tại Phòng thí nghiệm Bell và Công ty Maxson. Năm 1946, bà kết hôn với Robert Satter và một năm sau đó, bà trở thành một người nội trợ, tận hiến bản thân để nuôi dạy bốn đứa con của cặp vợ chồng: Mimi, Shoshana, Jane và Dick. Khi nuôi dạy con, tình yêu của bà đối với thực vật đã giúp bà hoàn thành khóa đào tạo làm vườn ở Vườn thực vật New York vào năm 1951 và làm giảng viên trồng trọt tại một trường học từ năm 1953 đến 1963.
Năm 1964, bà bắt đầu học cao học ngành sinh lý học thực vật tại Đại học Connecticut, ở đây bà lấy bằng tiến sĩ ngành thực vật học vào năm 1968. Trong thời gian hoạt động tiến sĩ, Satter bắt đầu làm sáng tỏ nền tảng phân tử của đồng hồ sinh học thực vật. Bà đã xác định được tác động của ánh sáng đỏ / đỏ xa và sắc tố không ổn định có liên quan mang tên phytochrome, lên hình thái thực vật. Công trình của bà về nhịp điệu sinh học hàng ngày sau này đã xác định sự nghiệp của bà và tác động rõ rệt đến ngành thời sinh học.
Năm 1968, sau khi hoàn thành luận án tiến sĩ, Satter đã tham gia vào phòng thí nghiệm của Arthur W. Galston tại Đại học Yale ban đầu để làm với tư cách là một nhà sinh học nhân sự và sau đó là một nghiên cứu viên. Ở Yale, Satter tiếp tục nghiên cứu về thời sinh học thực vật qua việc tìm hiểu kiểm soát sự chuyển động của lá. Công trình của bà đã cho thấy rằng dòng ion trong các tế bào hình bọt của lá gây ra sự chuyển động này và các cơ chế tương tự điều khiển sự chuyển động nếu cây ở trong môi trường có chu kỳ sáng tối hay môi trường luôn có ánh sáng hoặc bóng tối. Ngoài ra, vào năm 1980, bà, Galston và một đồng nghiệp khác tên là Peter J. Davies cho ra mắt ấn bản thứ ba của cuốn The Life of the Green Plant, một sách giáo khoa về sinh lý học thực vật và thực vật học.
Năm 1980, Satter cũng trở thành giáo sư thường trú tại Đại học Connecticut, ở đây bà phát hiện ra rằng chu kỳ phosphatidylinositol là cơ chế tải nạp ánh sáng cơ bản trong các tế bào hình bọt của lá. Cùng năm đó, Ruth được chẩn đoán mắc bệnh bạch cầu lympho bào mạn tính nhưng điều này chỉ làm tăng sự tập trung của bà vào khoa học. Trong thời gian này, bà đã xuất bản nhiều giấy tờ, viết một cuốn sách và nhận được sự công nhận quốc tế cho công trình nghiên cứu của mình về thời sinh học. Bà và chồng đi khắp thế giới để đạp xe, bơi lội và trải nghiệm nhiều nền văn hóa khác nhau.

## Qua đời và di sản
Mặc dù Satter vẫn hoạt động tích cực trong phần lớn thời gian bị bệnh, sức khỏe của bà bắt đầu xấu đi vào cuối thập niên 1980. Khi chất lượng cuộc sống của bà giảm mạnh, bà đã chọn phương án ngừng điều trị và tự quyết định thời gian còn lại của mình. Sự bình yên với quyết định này và những ngày cuối đời của bà trở nên bất tử nhơ một bài báo của chồng bà trên tờ The New York Times.
Satter cuối cùng đã thất bại trong cuộc chiến với căn bệnh bạch cầu ở tuổi 66 vào ngày 3 tháng 8 năm 1989. Ý chí của bà đã cho ra đời Giải Tưởng niệm Ruth Satter trị giá $1.000 cho những phụ nữ gián đoạn việc học trong ít nhất ba năm để nuôi sống một gia đình. Để tưởng nhớ bà, vào năm 1990, Giải Toán học Ruth Lyttle Satter được lập ra với số tiền do chính em gái của bà là Joan S. Birman quyên góp. Giải thưởng được trao hai năm một lần và vinh danh lời cam kết nghiên cứu và khuyến khích phụ nữ nghiên cứu khoa học của Satter bằng việc trao $5.000 cho một phụ nữ có đóng góp đáng kể trong việc nghiên cứu toán học.

## Đóng góp cho thời sinh học

### Cơ chế chuyển động sinh học hàng ngày của lá

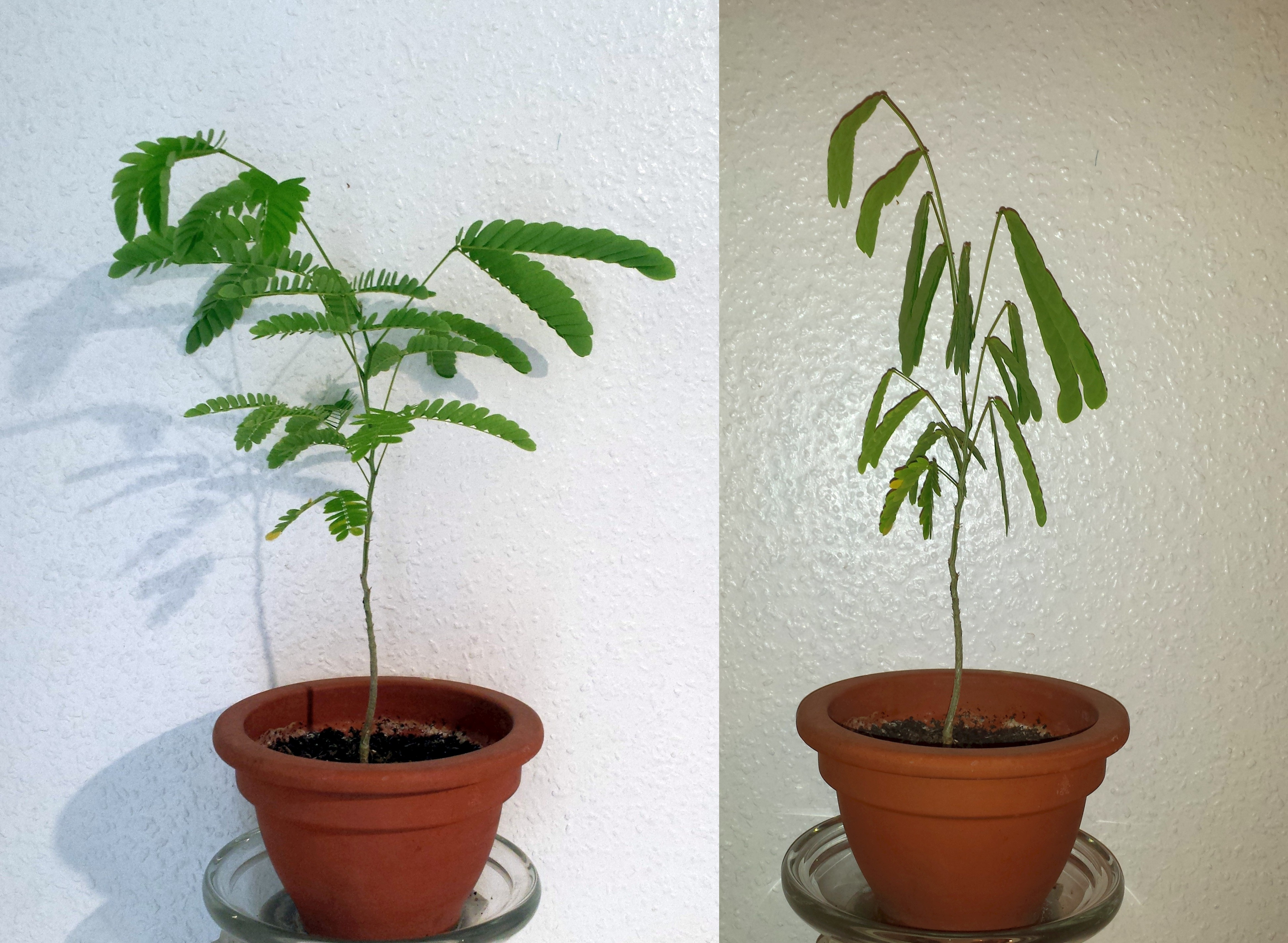
Sư vận động của lá ở Albizia julibrissin, một loài cây làm mẫu trong nghiên cứu của Satter.

Chuyển động sinh học hàng ngày của lá được quan sát lần đầu tiên bởi nhà thời sinh học người Pháp Jean-Jacques d'Ortous de Mairan vào thế kỷ 18. Phương pháp này quan trọng cho việc quan sát nhịp điệu sinh học hàng ngày ở thực vật đến nỗi nó được mệnh danh là "bàn tay của đồng hồ sinh học". Tuy nhiên, phải cho đến công trình đột phá của Satter, cơ chế phân tử của hiện tượng này mới được hiểu rõ.
Satter đã cố gắng giải mã cấu trúc và chức năng của pulvini, các cơ quan vận động thực vật giúp lá duỗi ra và gập xuống được tìm thấy ở gốc lá và lá chét. Bàxác định rằng những thay đổi về nồng độ ion kali và chloride trong pulvini gây ra sự thay đổi liên tục của nước thẩm thấu, hoặc sự thay đổi lượng nước trong tế bào. Pulvini chứa hai loại tế bào, flexor và extensor. Công trình của Satter cho thấy rằng khi flexor hấp thụ các chất hòa tan, bao gồm nước, để tăng độ cứng của chúng, extensor sẽ mất ion và nước để giảm độ cứng của chúng. Sự thay đổi độ cứng một cách trái ngược ở extensor và flexor giúp pulvinus đóng mở để nâng và hạ lá chét.
Satter cũng hợp tác với Richard Racusen từ Đại học Vermont để nghiên cứu những thay đổi sinh học trong điện thế màng pulvini. Satter xác định rằng những thay đổi trong điện thế màng quá nhanh để có thể giải thích là do ion kali  di chuyển thụ động như được báo cáo trong các giấy tờ trước đây của bà. Bàđã phát hiện ra một bơm proton tiêu tốn năng lượng loại bỏ các proton (H+) khỏi tế bào, tạo điều kiện cho những thay đổi nhanh chóng quan sát được cũng như sự thay đổi liên tục của ion kali. Do đó, Satter và Racusen xác định rằng những thay đổi trong điện thế màng thúc đẩy dòng ion cần thiết cho sự chuyển động sinh học hàng ngày của lá. Các thí nghiệm bổ sung quan sát pH trong cả tế bào flexor và extensor của pulvini ở các điều kiện thí nghiệm khác nhau (bóng tối, ánh sáng trắng, ánh sáng đỏ và ánh sáng đỏ xa) cho thấy rằng mức độ pH trong các tế bào flexor và extensor có mối quan hệ nghịch đảo. Từ những nghiên cứu này, Satter đã chứng minh rằng bơm proton hoạt động trong các tế bào flexor khi ở bóng tối, còn ở ánh sáng thì hoạt động trong các tế bào extensor.

### Sự điều chỉnh của các tế bào hình bọt

Sự tương đối phong phú của các dạng phytochrome trong ngày.

Satter còn phát hiện thêm các cơ chế tạo ra sự chuyển động sinh học hàng ngày của lá khớp (được điều chỉnh cho phù hợp) với chu kỳ sáng-tối. Bà đã chỉ ra rằng những phytochrome, một loại sắc tố không ổn định trong thực vật, là trung gian cho sự thay đổi điện thế màng của pulvini khi gặp ánh sáng đỏ và đỏ xa.
Phytochrome có hai dạng đồng phân xen kẽ là Pfr và Pr. Ánh sáng đỏ chuyển đổi phytochrome của pulvinus thành dạng Pfr nhằm thúc đẩy quá trình đóng lá, trong khi ánh sáng đỏ xa chuyển đổi photopigment thành dạng Pr và thúc đẩy quá trình mở lá. Phytochrome dạng Pfr khử cực màng tế bào bằng cách mở các kênh ion kali và tạo điều kiện cho ion kali chảy trong khi Pr tăng phân cực màng tế bào để đóng kênh ion kali và ngăn dòng ion. Trong suốt 24 giờ, lượng ánh sáng đỏ và đỏ xa trong môi trường thay đổi, do đó dạng phytochrome trong pulvinus cũng thay đổi theo thời gian, khiến lá cây mở hoặc đóng do chu kỳ ánh sáng môi trường.
Satter cũng nghiên cứu các phương pháp điều chỉnh chuyển động của lá khác, bao gồm ảnh hưởng của ánh sáng xanh. Satter và các đồng nghiệp đã chỉ ra rằng ánh sáng xanh dẫn đến sự dịch chuyển pha trong chuyển động của lá ở cả còng và bản xe. Satter nhận thấy rằng việc tiếp xúc với ánh sáng xanh có thể ảnh hưởng khi lá cây duỗi ra và thời gian tiếp xúc với ánh sáng xanh xác định việc lá duỗi ra sớm hay muộn hơn dự kiến. Mặc dù các nghiên cứu này tiết lộ rằng ánh sáng xanh có thể thúc đẩy hoặc trì hoãn nhịp điệu chuyển động sinh học hàng ngày của lá, nhưng tế bào trung gian cho phản ứng này không được phát hiện cho đến mãi sau này.